# Harald Høffding
Harald Høffding (n. 11 martie 1843, Copenhaga – d. 2 iulie 1931, Copenhaga) a fost filosof danez.
Născut la Copenhaga, a activat mai întâi ca învățător, iar mai târziu, 1883, a ajuns profesor la Universitatea din Copenhaga. A fost puternic influențat de existențialismul lui Søren Kierkegaard în prima sa etapă de dezvoltare, mai apoi însă a adoptat pozitivismul, astfel în opera sa a combinat abordarea spiritului (cu metoda psihologică) și pratica școlii critice.
Principala sa operă, „Den nyere Filosofis Historie” (română, Noua istorie a filozofiei)(1894), a fost mai întâi tradusă în germană și publicată în 1895, iar mai apoi (din germană) tradusă și în engleză de B.E. Meyer cu titlul „Istoria filosofiei moderne” (2 vol., 1900). 

## Alte opere
- Den engelske Filosofi i vor Tid (1874);
- Etik (Etica) (1876);
- Psychologi i Omrids på Grundlag of Erfaring (ed. 1892);
- Psykologiske Undersøgelser (1889);
- Charles Darwin (1889);
- Kontinuiteten i Kants filosofiske Udviklingsgang (1893);
- Det psykologiske Grundlag for logiske Domme (1899);
- Rousseau und seine Philosophie (Rousseau și filozofia sa) (1901);
- Mindre Arbejder (Lucrările mele) (1899).

1. 1 2  Harald Høffding, Internet Philosophy Ontology project, accesat în 9 octombrie 2017
2. 1 2  Harald Høffding, Opća i nacionalna enciklopedija
3. 1 2  Autoritatea BnF, accesat în 10 octombrie 2015
4. ↑  Harald Høffding, Hrvatska enciklopedija[*]
5. 1 2  Harald Hoffding, annuaire prosopographique: la France savante, accesat în 9 octombrie 2017
6. 1 2  Гёффдинг Харальд, Marea Enciclopedie Sovietică (1969–1978)[*]
7. ↑  Гёффдинг Харальд, Marea Enciclopedie Sovietică (1969–1978)[*]
8. ↑  LIBRIS, 29 octombrie 2012, accesat în 24 august 2018
9. ↑  Autoritatea BnF, accesat în 10 octombrie 2015
10. ↑  ]][[Categorie:Articole cu legături către elemente fără etichetă în limba română
11. ↑  MacTutor History of Mathematics archive